# Pied cube par minute
Pour les articles homonymes, voir CFM.
Pied cube par minute, dont le symbole est pi3/min (en anglais, cubic foot per minute ou CFM), est une unité non-SI de flux.
Conversion dans les unités du système international :
L'unité de flux est le mètre cube par seconde (m3/s) :
- 1 pi3/min = 0,000 471 947 443 m3/s

Mais il est plus pratique d'utiliser les unités dérivées, litre par seconde (l/s) ou mètre cube par heure (m3/h) :
- 1 pi3/min = 0,471 947 443 l/s
- 1 pi3/min = 1,699 010 795 5 m3/h

## pi3/min et pi3/min standard
Le pied cube standard par minute (pi3/min standard) correspond au pi3/min, dans des conditions particulières standardisées. Il permet de lever certaines ambiguïtés du fait que la mesure de gaz est sujette à variation en fonction de la température et la pression.

## Exemple
Les constructeurs de ventilateurs pour ordinateur ou processeur indiquent souvent le débit d'air de leurs appareils en pi3/min (typiquement quelques dizaines). Ainsi, un appareil de 50 pi3/min fait passer un flux de 23,5 litres par seconde.